# 129-й окремий батальйон територіальної оборони
129-й окремий батальйон територіальної оборони — військовий підрозділ у складі Сил територіальної оборони України, створений з добровольців Оболонського району міста Києва. Батальйон перебуває у складі 112-ї окремої бригади територіальної оборони.

## Історія
20 грудня 2017 на зборах військових комісарів ОК Північ розпочалося формування 129 ОБТрО, 30 січня 2018 батальйон був створений, а у серпні 2018 управлінням батальйону розпочалося навчання резервістів 129 ОбТрО, а пізніше і резервістів інших підрозділів ОК «Північ». 10 жовтня 2020 було складено присягу бійцями 129 обтро.

### Битва за Київ
Коли 24 лютого 2022 розпочалося повномасштабне вторгнення РФ, то на Оболоні вишикувалася черга охочих приєднатися до 129 ОБТрО внаслідок чого чисельність батальйону швидко зросла до 1800 осіб. Бійці отримали зброю, та взялись до виконання службових обов'язків в битві за Мощун та битві за Бучу.

### Бої на Донбасі травня-червня 2022
Наприкінці травня 2022 зведена рота 129 ОБТрО брала участь в обороні населених пунктів Яковлівка, Білогорівка, Берестове, Роздолівка, що було частиною битви за Бахмут. У червні 2022 інша зведена рота батальйону брала участь у запеклих боях за Лисичанськ і Тошківку (частина боїв за Бахмутку).

### Служба в Києві
Протягом 2022—2023 129 ОБТрО ніс службу в Києві, що, зокрема, включала в себе протиповітряну оборону (мобільні та стаціонарні вогневі групи проти ворожих БПЛА), боротьбу з російськими диверсантами, чергування на блокпостах, охорону пунктів незламності тощо.

### Бої за Кліщіївку
У 2023 році 129 ОБТрО брав участь у боях за Кліщіївку (частина битви за Бахмут). У червні 2023 одна з рот батальйону, будучи в підпорядкуванні Айдару, захопила перших російських полонених, у середині липня бійці батальйону взяли в полон бійця батальйону «Ахмат».

## Втрати
Станом на лютий 2024 на війні з РФ загинуло 38 військовослужбовців 129 ОБТрО, ще 8 вважалися зниклими безвісти.
- 18 серпня 2024 — Іщенко Володимир Олександрович («Борода»). 8.10.1981. Пілот БЛПА, займався розвідкою, спостереженням та підготовкою нових добровольців. Загинув на околицях села Іванівське Бахмутського району, задихнувся під завалами від прямого потрапляння снаряда в бліндаж [6]
- 7 грудня 2024 — Процко Микола Віталійович. Вступив до лав ЗСУ лише 30 липня 2024 року. Загинув внаслідок удару ворожого FPV-дрону [7].

## Відзнаки
За доблесть проявлену у битві за Бахмут 129 ОБТрО отримав подяку від 5-тої окремої штурмової бригади (в підпорядкуванні якої він тоді перебував). Сумарно станом на лютий 2024 державними нагородами або відзнаками міністра оборони України чи Головнокомандувача ЗСУ було відзначено понад 100 військовослужбовців батальйону.

## Відомі особистості пов'язані зі 129 ОБТрО
- Мироненко Юрій Миколайович — голова Державної служби спеціального зв'язку та захисту інформації України з 1 грудня 2023. Служив в 129 ОБТрО з кінця лютого 2022 до початку квітня 2022, був заступником начальника штабу батальйону, учасник оборони Києва[8]